# 셰샤
셰샤(산스크리트어: शेष), 또한 그의 별명 셰샤나가(산스크리트어: शेषनाग)와 아디셰샤(산스크리트어: आदिशेष)로도 알려져 있으며, 힌두교에서 나가들의 왕이자 원초적인 창조의 존재이다. 푸라나에서는 셰샤가 우주의 모든 행성을 자신의 후드 위에 들고 있으며, 그의 모든 입으로 비슈누의 영광을 끊임없이 노래한다고 한다. 그는 때때로 아난타 셰샤라고도 불린다.
비슈누의 나라야나 형태는 종종 셰샤 위에 누워 있는 모습으로 묘사되며, 그의 배우자 락슈미가 함께 한다. 셰샤는 가루다와 함께 비슈누의 두 탈것 중 하나로 여겨진다. 그는 다음의 인간 형태나 화신으로 지상에 강림했다고 한다: 트레타 유가 동안 비슈누의 화신인 라마의 형제인 락슈마나, 그리고 일부 전통에 따르면 드와파라 유가 동안 비슈누의 화신인 크리슈나의 형제인 발라라마로 강림했다고 한다. 마하바라타 (아디 파르바)에 따르면, 그의 아버지는 카샤파이고 어머니는 카드루이지만, 다른 기록에서는 그는 보통 비슈누에 의해 창조된 원초적인 존재이다.
그의 이름은 산스크리트어 어근 śiṣ에서 유래한 "남아 있는 자"를 의미하는데, 이는 각 칼파의 끝에 세상이 파괴될 때도 셰샤는 그대로 남아 있기 때문이다.

## 형태

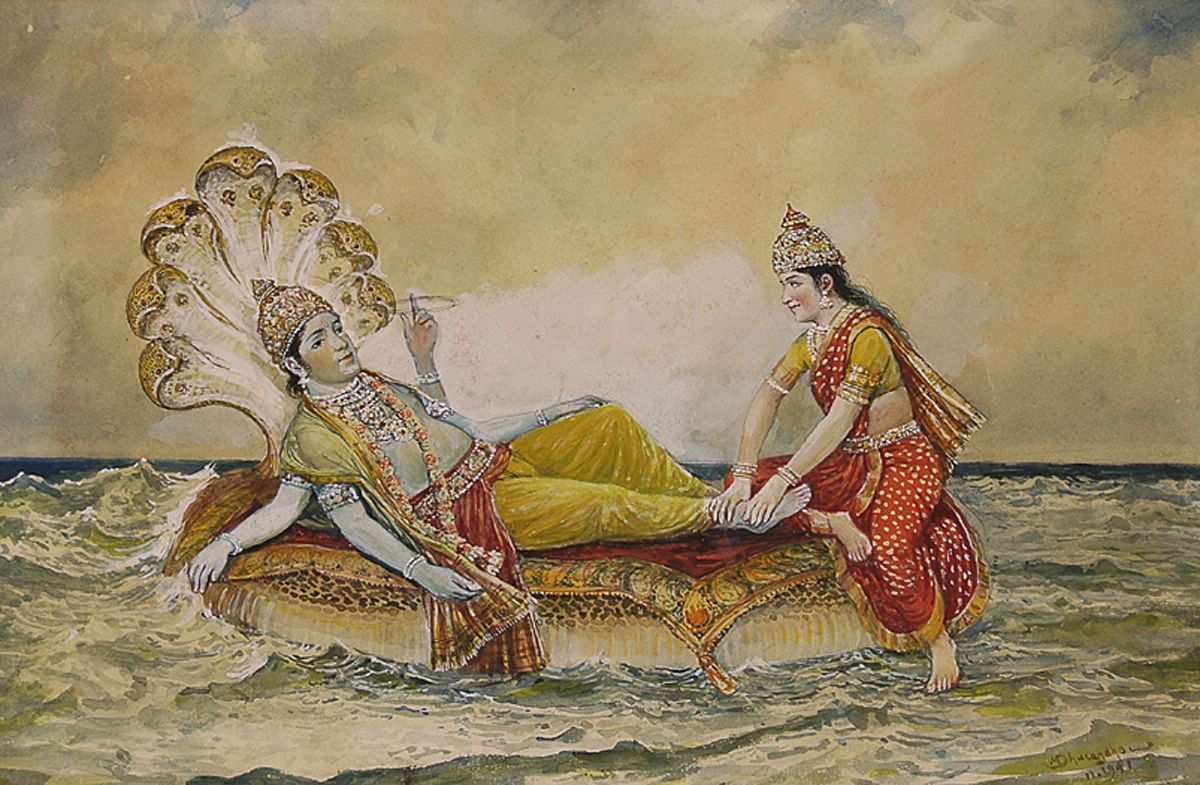
아디셰샤 위에 누워 있는 나라야나와 그의 배우자 락슈미가 그의 발을 마사지하는 모습

셰샤는 일반적으로 공간을 휘감고 떠다니거나 우유의 바다 위에 누워 비슈누의 침대를 형성하는 거대한 모습으로 묘사된다. 때로는 오두, 칠두 또는 십두의 뱀으로 묘사되기도 하지만, 더 일반적으로는 천두, 오천두 또는 백만두의 뱀으로 묘사되며, 때로는 각 머리에 화려한 왕관을 쓰고 있기도 한다.

## 기원과 전설
마하바라타에 따르면, 셰샤는 현자 카샤파와 그의 아내 카드루 사이에서 태어났다. 카드루는 천 마리의 뱀을 낳았는데, 셰샤가 그 중 맏이였다. 셰샤 다음으로 바수키, 이라바티, 탁샤카가 순서대로 태어났다. 셰샤의 형제들 중 많은 수가 잔인하고 다른 사람들에게 해를 가하려 했다. 그들은 심지어 카드루의 자매인 비나타의 아들인 가루다에게도 불친절했다. (카드루와 비나타는 닥샤의 딸들이었다).
셰샤는 형제들의 잔인한 행동에 역겨움을 느끼고 어머니와 친척을 떠나 엄격한 고행을 시작했다. 그는 간다마다나, 바드리카시라마, 고카르나, 푸쉬카라, 히말라야산맥 등을 포함한 여러 장소에서 공기를 마시며 명상했다. 그의 고행은 너무나 엄격하여 그의 살, 피부, 근육이 말라붙어 몸과 하나가 되었다. 셰샤의 의지를 확신한 브라흐마는 셰샤에게 축복을 요청하라고 했다. 셰샤는 자신의 마음을 통제하여 계속해서 금욕적인 고행을 수행할 수 있도록 해달라고 요청했다. 브라흐마는 기꺼이 요청을 받아들였다. 브라흐마는 이어서 셰샤에게 불안정한 지구 아래로 가서 지구를 안정시켜 달라고 부탁했다. 셰샤는 동의하고 지하세계로 가서 그의 후드로 부미를 안정시켰다. 그는 오늘날까지도 그녀를 지탱하고 있다고 믿어지며, 그리하여 파탈라를 그의 영원한 거주지로 삼고 있다.

### 비슈누와 셰샤
셰샤는 일반적으로 변화하는 세상의 바다에 떠다니는 모습으로 묘사되며, 비슈누의 원시 형태, 즉 나라야나, 바수데바 또는 후기 푸라나 비슈누파에서는 마하비슈누의 침대를 이룬다.
바가바타 푸라나에서 셰샤는 나라야나 자체의 타마스 에너지인 상카르샤나로 명명되며, 머리에 보석을 박은 많은 뱀들이 살고 있으며 그가 통치하는 파탈라의 깊은 내부 층에 살고 있다고 한다. 그는 우주가 창조되기 전에 존재했다고 한다. 우주가 종말을 향해 갈 때, 그는 뱀들로부터 11명의 루드라를 창조하여 우주를 파괴하고 새로운 우주가 창조되도록 한다.
상카르샤나는 또한 비슈누의 네 가지 뷰하 또는 원시 형태 중 하나이며, 다른 세 가지는 바수데바, 프라듐나, 아니루다이다.
가우디야 비슈누파의 기록에서는, 상카르샤나가 우주가 시작될 때 브라흐마를 창조하기 위해 가르보다크샤이-비슈누로 자신을 확장한다. 즉, 산카르샤나는 나라야나 자체라고 믿어진다.
푸라나의 첫 몇 장에서는 상카르샤나가 바가바타를 네 명의 쿠마라에게 설파했으며, 그들이 이 메시지를 전달했다고 한다. 어느 시점에서 이 메시지는 현자 마이트레야에게 전달되었고, 그가 다시 비두라에게 설파했다.

### 결혼
전설에 따르면 셰샤는 나가락슈미와 결혼했다. 가르가 삼히타 (비슈누파 경전)에 따르면, 그녀는 크시라 사가라라는 신성한 바다의 의인화로 여겨진다.

## 화신
셰샤는 지상에서 여섯 번 환생했다고 믿어진다. 사트야 유가 동안, 그는 자신의 원래 모습으로 강림하여 불경한 히란야카시푸를 죽이기 위해 화신한 비슈누의 화신인 나라심하의 자리가 되었다.
트레타 유가 동안, 셰샤는 락슈마나로 태어나 라마로서의 비슈누의 형제가 되었다. 락슈마나는 하누만과 시타와 함께 라마야나에서 매우 중요한 인물이다. 그의 배우자 나가락슈미는 시타의 여동생인 우르밀라로 태어났다.
드와파라 유가 동안, 그는 다시 비슈누(크리슈나로서)의 형제로 발라라마로 환생했다고 한다. 이는 다샤바타라의 원래 계보에서 발라라마 역시 비슈누의 화신으로 간주되기 때문에 종종 논란이 된다. 그의 배우자는 카쿠드미 왕의 딸인 레바티로 태어났다.
칼리 유가 동안, 스리 비슈누파 전통에 따르면, 그는 파탄잘리, 라마누자, 마나발라 마무니갈로 태어났다. 그는 칼리 유가 동안 신과 동행하지 않았다. 대신, 평화로운 화신으로서 사람들 사이에 헌신을 전파하기 위해 홀로 환생했다.
스리 비슈누파는 또한 발라라마가 비슈누와 셰샤의 화신이라고 말한다. 바가바드 기타에서 쿠루크셰트라 전장 한가운데서 크리슈나는 그의 편재성을 설명하며 "나는 나가 중 아난타"라고 말하여 셰샤의 중요성을 나타낸다.
가우디야 비슈누파는 셰샤가 차이타냐 마하프라부의 친구이자 동료인 니티아난다로 화신했으며, 차이타냐 마하프라부는 크리슈나의 화신으로 묘사된다고 말한다. 가우디야 삼프라다야의 경전과 문헌에 따르면, 니티아난다 프라부의 모습은 발라라마 (셰샤의 화신)와 매우 유사했다.

## 문학
브라흐마 푸라나는 아난타의 속성을 묘사한다.
다이티아와 다나바는 그의 선한 자질을 헤아릴 수 없다. 그는 데바와 천상의 현자들에게 존경받는다. 그는 아난타로 불린다. 그는 천 개의 후드를 가지고 있으며, 불순물이 없는 스바스티카 장식으로 분명히 장식되어 있다. 그는 그의 후드에 있는 천 개의 보석으로 모든 방향을 비춘다.
우주의 안녕을 위해 그는 아수라의 힘을 빼앗는다. 그의 눈은 취기로 인해 빙글빙글 돈다. 그는 항상 한쪽 귀걸이만 착용한다.
왕관과 화환을 쓰고 그는 불꽃에 휩싸인 하얀 산처럼 빛난다.
그는 푸른 옷을 입고 있다. 그는 자부심에 취해 있다. 그는 하얀 화환으로 찬란하다. 그는 천상의 강가 강이 떨어지는 카일라사 산처럼 높다. 그는 손을 쟁기 위에 올려놓고 있으며, 훌륭한 철제 곤봉을 들고 있다. 그는 바루나의 구현된 광채를 동반한다.
칼파의 끝에, 상카르샤나 형태의 루드라는 그의 입에서 독성 불꽃처럼 불타오르며 나와 세 세상을 삼킨다.

그는 모든 세계의 구체를 봉우리처럼 높이 솟아오르게 들고 있다.— 브라흐마 푸라나, 제19장

브라만다 푸라나는 또한 파탈라에 있는 셰샤를 묘사했다:
떠오르는 태양의 붉은 광채를 띤 이천 개의 눈과 희고 윤기 나는 몸으로 그는 산처럼 보인다. 카일라사 산은 불꽃의 덩어리로 둘러싸여 있다. 그는 달과 쿤다 꽃처럼 흰 피부를 가지고 있다. 그러므로 그의 눈동자 무리는 하얀 산(Śveta Parvata) 정상의 한낮 태양 무리처럼 빛난다.
그는 거대하고 무서운 몸을 가지고 있다. 침대에 기대어 있는 자세로 그의 몸은 지상에 놓인 천 개의 봉우리를 가진 거대한 산처럼 보인다.

이 (엄청나게) 거대한 뱀들의 군주, 그 자신도 엄청난 광채를 지니고 있으며, 엄청난 체격을 가진 매우 현명하고 고귀한 영혼의 거대한 뱀들이 그를 모시고 있다. 그는 모든 뱀들의 왕이다. 그는 아난타, 셰샤, 엄청난 광채를 지니고 있다.— 브라만다 푸라나, 제20장

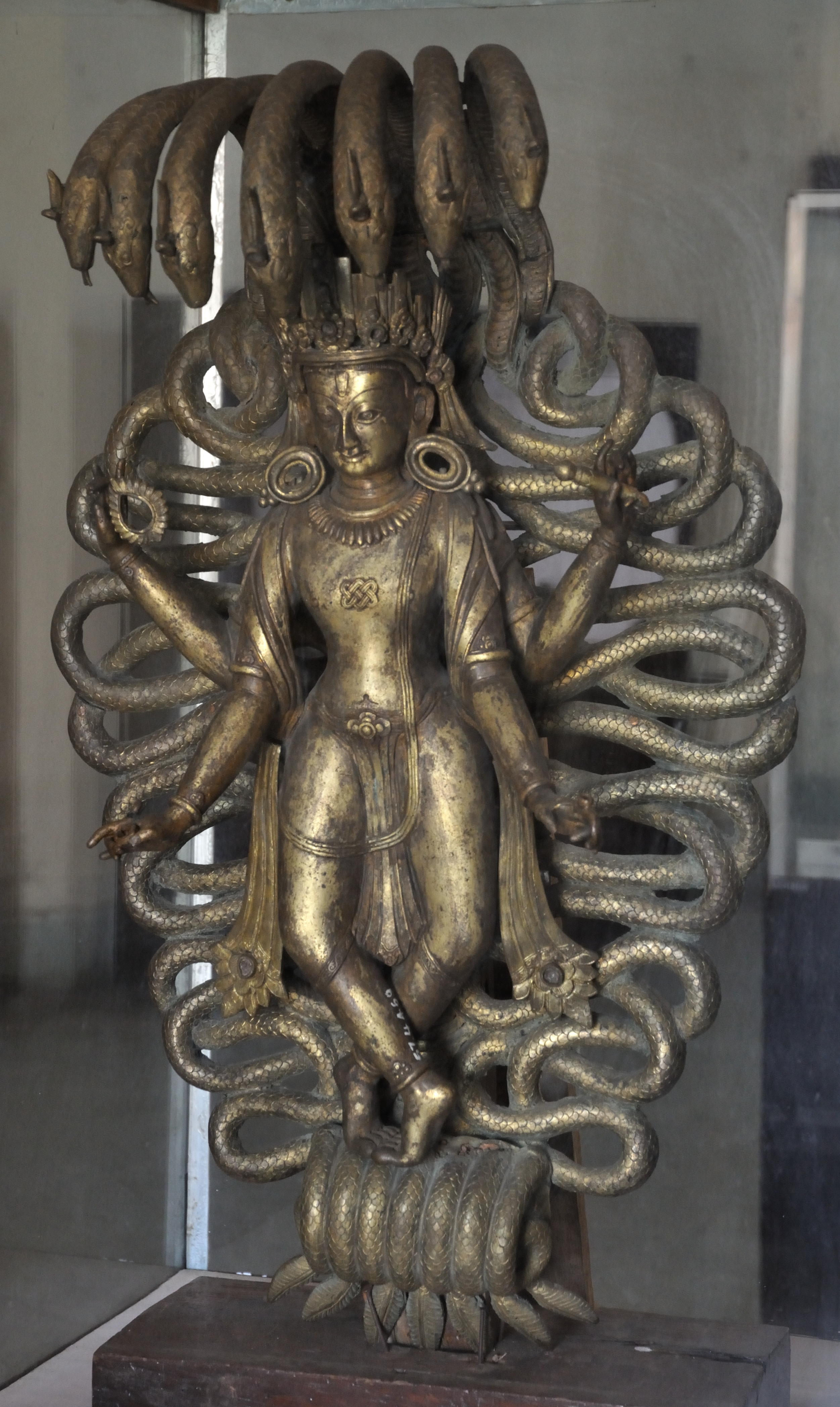
셰샤 나가와 비슈누 - 마투라 정부 박물관의 고대 청동 유물

바가바타 푸라나는 셰샤와 발라라마를 동일시한다.
스리 하리를 기쁘게 하기 위해 천 개의 머리를 가지고 스스로 빛나는 아난타 경(뱀신 세사), 바수데바 경의 부분적 현현은 그분(그의 형제로서)보다 앞설 것이다.— 바가바타 푸라나, 10.1.24

바가바드 기타 10장 29절에서 크리슈나는 그의 75가지 흔한 현현을 설명하며, "anantaśh chāsmi nāgānāṁ": 나가(뱀의 특별한 종류) 중에서 나는 뱀신 아난타라고 선언하여 셰샤의 중요성을 나타낸다.

아난타셰샤는 SCP 재단에 SCP-3000으로 등장한다.

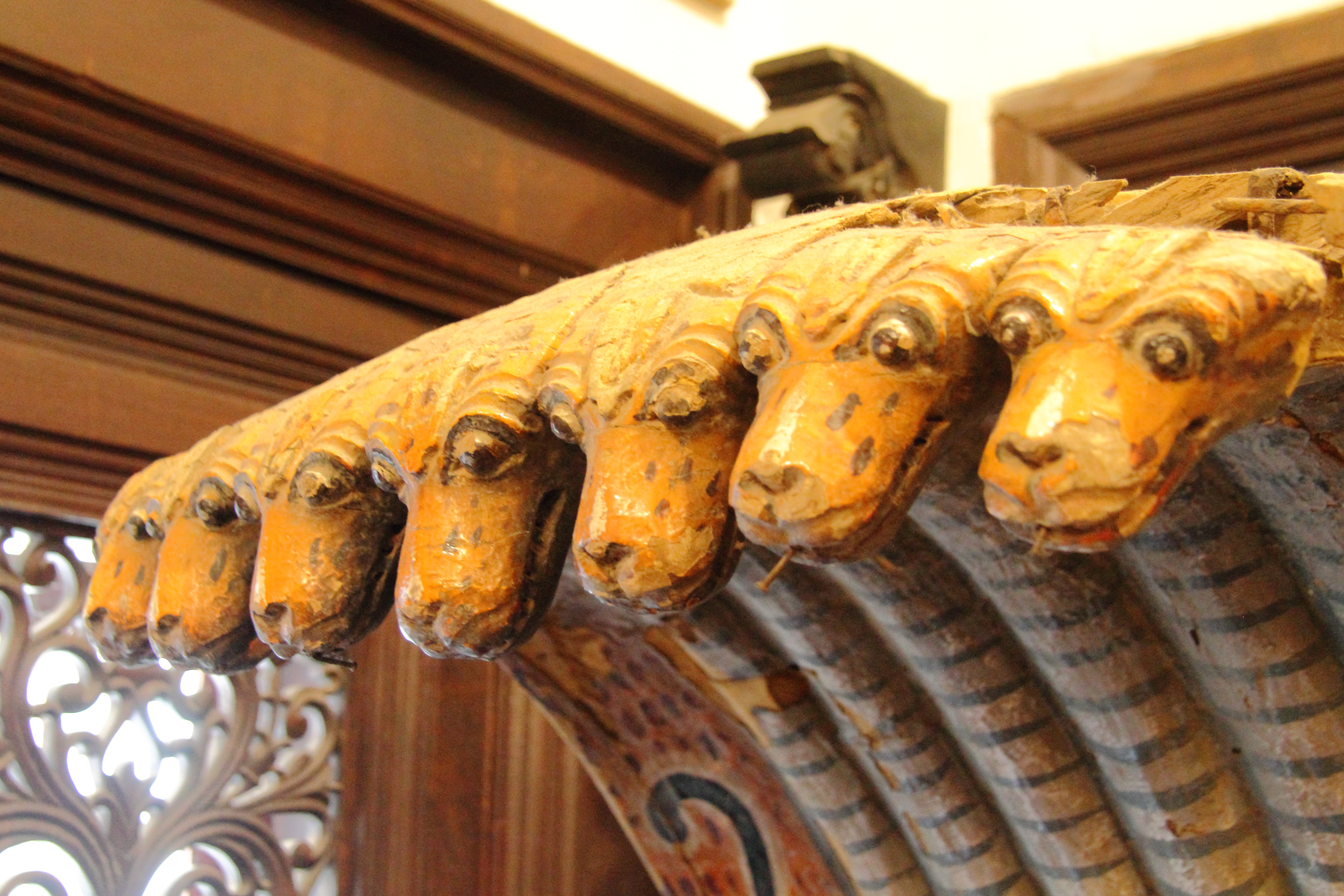
케랄라 민속 박물관의 셰샤 머리

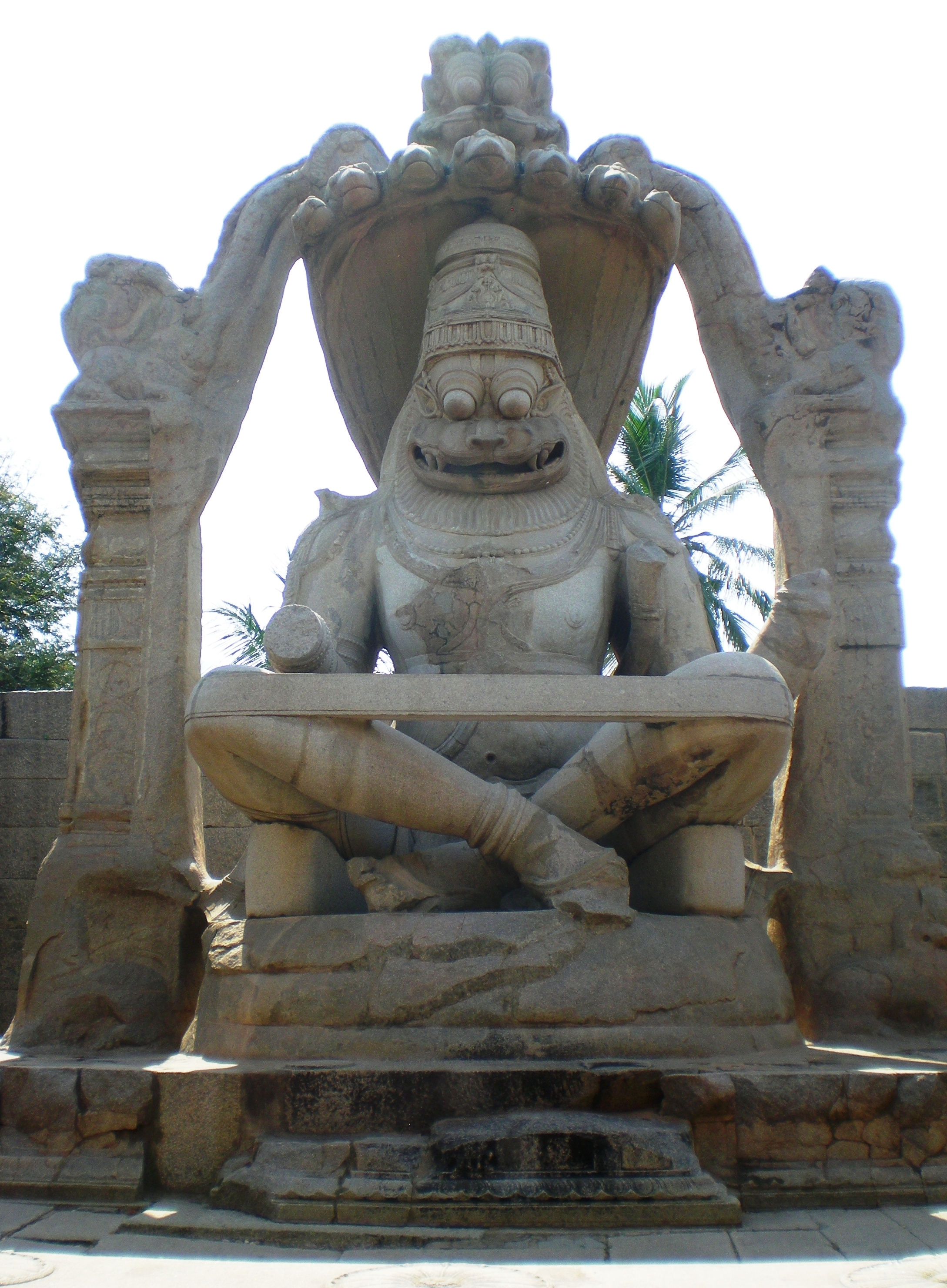
비슈누의 인간-사자 화신인 나라심하가 셰샤의 코일 위에 앉아 있고, 셰샤의 일곱 머리가 캐노피를 형성한다. 비자야나가라의 조각상.
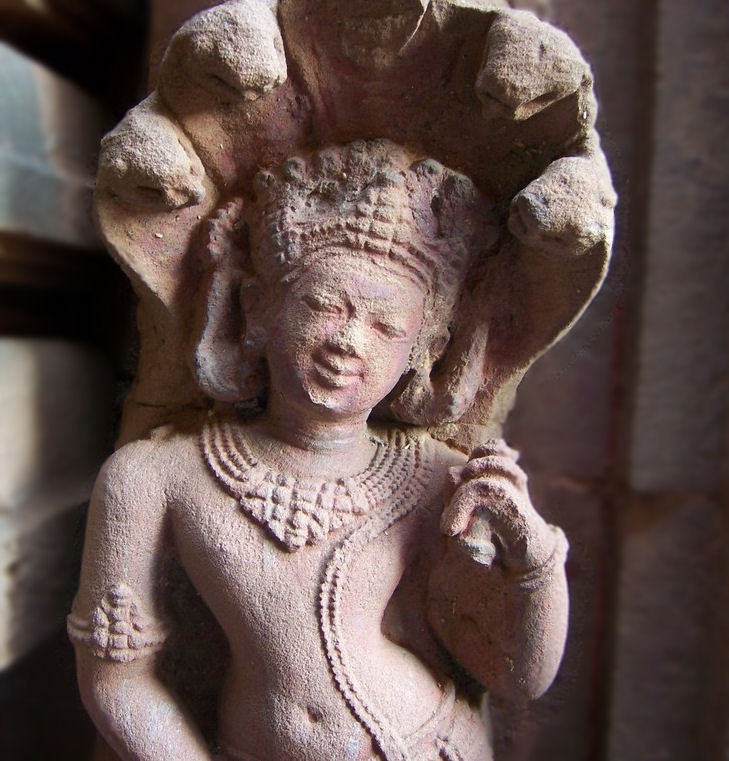
5개의 머리를 가진 셰샤가 보호하는 마하비슈누, 파르수라메스와르 사원, 부바네스와르

## 대중문화에서
케랄라의 아란물라 파르타사라티 사원에서 매년 열리는 우트라타티 잘라멜라와 발라 사디아의 수상 행렬에 사용되는 일종의 대형 뱀 보트인 팔리요담은 크리슈나가 설계했으며 셰샤처럼 보이도록 만들어졌다는 전설이 있다.

## 인도 아대륙과 힌두교를 넘어
태국의 타이 민속 종교와 애니미즘의 뱀 숭배 전통에서 그는 나가 중 두 번째로 존경받는 존재이며, 우돈타니주, 반둥군, 이산에 있는 캄 차노드 숲의 슈리 수토 나가(ปู่ศรีสุทโธ)에 이어서 존경받는다. 캄 차노드는 태국 민속 신앙에서 뱀 숭배의 영적 중심지로 여겨진다. , 그의 이름과 상징은 태국의 왕실 보트 중 하나인 아난타낙카랏 왕실 보트에 사용된다.
태국 전역의 수많은 사당은 그를 수호신으로 모시고 있으며, 가장 주목할 만한 곳 중 하나는 묵다한주, 이산에 있는 아난타 나카랏 존자 나가 사당이다. 이 사당은 라오스-태국 제2우의교 아래에 위치해 있다. 또는 수완나품 공항의 네 방위에 위치한 방플리구의 네 나가 수호신 사당 중 하나인 수완나품 공항 경찰서 건너편의 아난타 나카랏 존자 나가 사당이다.

## 다른 이름들
- 셰샤나가 (뱀 셰샤)
- 셰샤 (첫 번째 셰샤)
- 아난타셰샤 (끝없는 셰샤)
- 아난타 (끝없는/무한한)
- 대체 철자: 세사, 셰샤, Śeṣa
- 셰샤 사야나 또는 나가르 사야나는 셰샤나가 위에서 잠자는 (비슈누)를 의미한다.

## 같이 보기
- 요르문간드
- 마나사
- 나가
- 나가라다네
- 우로보로스
- 파드마나바스와미 사원
- 뱀 숭배
- 바수키

## 참고 문헌
- Handa, Om Chanda (2004), 《Naga Cults and Traditions in the Western Himalaya》, Indus Publishing, ISBN 978-8173871610